# 孙倍成
孙倍成，中华人民共和国教育部长江学者特聘教授，南京鼓楼医院副院长，南京大学教授，主要从事肿瘤与免疫治疗研究。

## 兼职
- 中国抗癌协会肝癌专业委员会常委
- 中华肿瘤学会肝癌学组委员